# Tubular Bells 2003
A Tubular Bells 2003 (magyarul: Csőharangok 2003) Mike Oldfield huszonegyedik nagylemeze, amely 2003. május 27-én jelent meg. A lemez az eredeti Tubular Bells anyagának újabb felvétele. Oldfield elégedetlen volt az 1973-as anyag technikai színvonalával, ezért a 30. évforduló alkalmából újra felvette ugyanazt a zenét.
Mivel az első rész végén található narrátor, Vivian Stanshall időközben meghalt, Oldfield erre a szerepre John Cleese-t kérte fel.
Az akkor csupán két részre osztott anyag ezúttal több részletre bontva szerepel a lemezen, de a megfelelő helyeken ugyanúgy szünet nélkül folyik át egyik számból a másikba a zene.
Az anyag több formátumban jelent meg. Kapható volt másolásvédelem nélküli (Amerikában), illetve másolásvédett CD-n (Európában), valamint DVD-Audio lemezen is. Ez utóbbi kiadás tartalmazza az 1971-ben felvett eredeti Tubular Bells demó felvételeket is, valamint a Tubular Bells II és a Tubular Bells III koncertjének két rövidebb részletét is. Ezen túl létezik egy dobozos változat (box set) is, amely az új anyag CD-je mellett a Tubular Bells II, illetve a Tubular Bells III lemezét is tartalmazza, valamint a csomag része egy bónusz DVD, amelyen a Tubular Bells 2003 videóklipje, és az új lemez három számának 5.1-es remix változata található meg. (A dobozos változat DVD-je nem tartalmazza a DVD-Audio lemez bónuszait.)

## Számlista
| 1.  | Introduction | Mike Oldfield | 5:52 |
| 2.  | Fast Guitars | Oldfield      | 1:04 |
| 3.  | Basses       | Oldfield      | 0:46 |
| 4.  | Latin        | Oldfield      | 2:18 |
| 5.  | A Minor True | Oldfield      | 1:21 |
| 6.  | Blues        | Oldfield      | 2:40 |
| 7.  | Thrash       | Oldfield      | 0:44 |
| 8.  | Jazz         | Oldfield      | 0:48 |
| 9.  | Ghost Bells  | Oldfield      | 0:30 |
| 10. | Russian      | Oldfield      | 0:44 |
| 11. | Finale       | Oldfield      | 8:32 |

| 12. | Harmonics                             | Oldfield | 5:12 |
| 13. | Peace                                 | Oldfield | 3:30 |
| 14. | Bagpipe Guitars                       | Oldfield | 3:08 |
| 15. | Caveman                               | Oldfield | 4:33 |
| 16. | Ambient Guitars                       | Oldfield | 5:10 |
| 17. | The Sailor's Hornpipe (tradicionális) | Oldfield | 1:46 |

| 1. | Introduction (5.1 mix)                                            | Oldfield | 5:51 |
| 2. | Fast Guitars (5.1 mix)                                            | Oldfield | 1:04 |
| 3. | Basses (5.1 mix)                                                  | Oldfield | 0:46 |
| 4. | Introduction 2003 'The Video' (5.1 mix és sztereó változatban is) | Oldfield | 3:41 |

- Az első három szám alatt csak egy állóképet láthatunk, alatta szól a zene. Az utolsó egy videóklip, film és zene együtt.

### DVD-Audio változat bónuszai
1971-ben Oldfield által készített Tubular Bells demó felvételek:
|    | Cím                | Szerző(k) | Hossz |
| -- | ------------------ | --------- | ----- |
| 1. | Tubular Bells Long | Oldfield  | 22:57 |
| 2. | Caveman Lead-In    | Oldfield  | 2:46  |
| 3. | Caveman            | Oldfield  | 5:05  |
| 4. | Peace Demo A       | Oldfield  | 7:00  |
| 5. | Peace Demo B       | Oldfield  | 4:18  |

| 1. | Sentinel (Tubular Bells II – Edinburgh, 1992)                               | Oldfield | 8:06 |
| 2. | Far Above the Clouds (Tubular Bells III – Horseguards Parade, London 1998)) | Oldfield | 4:40 |

## Közreműködtek

### Zenészek
- Mike Oldfield – akusztikus és elektromos gitárok, harmonika, zongora, orgona, billentyűs hangszerek, szintetizátorok, glockenspiel, üstdob, cintányér, tamburin, triangulum, csőharangok, programozás
- John Cleese – narrátor
- Sally Oldfield – vokál

### Produkció
- Producer: Mike Oldfield
- Hangmérnök és felvételi asszisztens: Ben Darlow

## Érdekességek
- Oldfield régóta kedvelte az abszurd humort, ezért kérte fel a Monty Python leghíresebb tagját, John Cleese-t, hogy a hangszerek neveit mondja be. A szövegek felmondásán Oldfield személyesen nem vett részt, az anyagot e-mailben küldték el neki, és onnan másolta a lemezre.

## Fordítás
Ez a szócikk részben vagy egészben  a   Tubular Bells 2003 című angol Wikipédia-szócikk fordításán alapul.  Az eredeti cikk szerkesztőit annak laptörténete sorolja fel. Ez a jelzés csupán a megfogalmazás eredetét és a szerzői jogokat jelzi, nem szolgál a cikkben szereplő információk forrásmegjelöléseként.